# Дартмаут (Массачусетс)
Дартмаут (англ. Dartmouth) — місто (англ. town) в США, в окрузі Бристоль штату Массачусетс. Населення — 33 783 особи (2020).

## Демографія
Згідно з переписом 2010 року, у місті мешкали 34 032 особи в 11 237 домогосподарствах у складі 8009 родин. Було 12435 помешкань
Расовий склад населення:
| - 92,0 % — білих - 2,6 % — чорних або афроамериканців - 1,9 % — азіатів - 0,2 % — корінних американців - 1,4 % — осіб інших рас |

До двох чи більше рас належало 1,8 %. Частка іспаномовних становила 2,4 % від усіх жителів.
За віковим діапазоном населення розподілялося таким чином: 17,2 % — особи молодші 18 років, 67,0 % — особи у віці 18—64 років, 15,8 % — особи у віці 65 років та старші. Медіана віку мешканця становила 39,6 року. На 100 осіб жіночої статі у місті припадало 101,1 чоловіків;  на 100 жінок у віці від 18 років та старших — 99,6 чоловіків також старших 18 років.
Середній дохід на одне домашнє господарство  становив 98 736 доларів США (медіана — 74 742), а середній дохід на одну сім'ю — 114 974 долари (медіана — 90 767). Медіана доходів становила 64 548 доларів для чоловіків та 50 057 доларів для жінок. За межею бідності перебувало 8,2 % осіб, у тому числі 9,0 % дітей у віці до 18 років та 10,0 % осіб у віці 65 років та старших.
Цивільне працевлаштоване населення становило 16 044 особи. Основні галузі зайнятості: освіта, охорона здоров'я та соціальна допомога — 34,5 %, роздрібна торгівля — 11,2 %, виробництво — 10,0 %.